# ヤジロウ
ヤジロウ（弥次郎、1511年（永正8年）頃? - 1550年（天文19年）頃?）は、史料上確かな最初の日本人キリスト教徒と目される人物。

## 人物
ヤジロウは、ヤジロー、または当時の音韻からアンジロウ（アンジローとも）、洋風にアンジェロ（天使の意）ともいわれる。彼はフランシスコ・ザビエルの通訳者、神（デウス）概念や聖句などの翻訳者として活躍し、日本の西日本地域で布教・宣教活動に従事した。彼の出自や本名などについては研究者によって区々である。一説では豪族禰寝氏庶流池端氏の可能性が指摘されている。ザビエル離日後のヤジロウについては、ルイス・フロイスなどの証言があるものの、彼がいかなる人生を送り、どこで亡くなったかは不確かである。

## 生涯
ヤジロウは薩摩国あるいは大隅国（両国とも鹿児島）の出身である。彼自身やザビエルの書簡によれば、若い頃に殺人を犯し、薩摩や大隅に来航していたポルトガル船に乗ってマラッカに逃れた。その罪を告白するために、ザビエルを訪ねたという。二人を引き合わせたのは、天文15年（1546年）に薩摩半島最南部の山川にやって来たポルトガル船船長で商人のジョルジュ・アルヴァレスである。ジョルジュは仕事の傍ら米焼酎など日本の文化についての記録も残している。仕事を終えたジョルジュはマラッカへ帰る際、ヤジロウを乗船させ、ザビエルを紹介した。
ヤジロウが以前何をしていたのかは不明確であるが、フロイスの『日本史』ではバハン（海賊）であったと書かれており、海賊や貿易など海に関わる仕事だったと考えられている。
ザビエルの導きでゴアに送られたヤジロウは、1548年の聖霊降臨祭にボン・ジェス教会で、日本人として初めて洗礼を受けた。洗礼により彼は「パウロ・デ・サンタ・フェ（聖信のパウロ）」の霊名を授かった。その後、彼は同地の聖パウロ学院でキリスト神学を学んだ。
ヤジロウはザビエルから、日本でキリスト教の布教をした場合を問われ、スムーズに進むだろうと答えた。ヤジロウの人柄と彼の話す日本の様子を聞き、ザビエルは日本での活動を決意した。
1549年4月19日、ヤジロウはザビエルに従いゴアを離れ、同年8月15日に鹿児島に上陸。ここに日本におけるキリスト教布教の第一歩を記した。
その後のヤジロウの生涯については不詳である。上記の記述によればザビエルの離日後、ヤジロウは布教活動から離れてバハンの生業に戻り、最後は中国近辺で殺害されたという。また、フェルナン・メンデス・ピントの『東洋遍歴記』、ジョアン・ロドリゲスの『日本教会史』によれば仏僧らの迫害を受けて出国を余儀なくされ、中国付近で海賊に殺害されたという。

## 銅像、記念碑等
鹿児島が日本におけるキリスト教発祥の地であることを記念し、ザビエル来航450周年にあたる1999年、鹿児島市のザビエル公園（鹿児島市東千石、カトリック鹿児島カテドラル・ザビエル教会向かい）に設置（ザビエル、ベルナルドとの群像。画像参照）。

## ヤジロウ伝説
鹿児島県には、ヤジロウが身を潜めて宣教を続けていたとする伝承がいくつかある。その一つに日置市伊集院町土橋の県道206号沿いにはヤジロウのものであるとされる墓があり、看板にも「ヤジロウの墓（伝）」と記されている。下甑島の下甑町片野浦にある同地の天上墓はヤジロウの墓であるとされ、クロ教（クロ宗）はヤジロウの伝えた隠れキリシタン信仰であるという伝説がある。